# Biljana Jovanović
Pour les articles homonymes, voir Jovanović.
Biljana Jovanović, née le 28 janvier 1953 et morte le 11 mars 1996, est une écrivaine serbe, militante pour la paix et féministe. Elle a publié de la poésie, des romans et des pièces de théâtre et a été fortement impliquée dans le mouvement pour la paix lors de l'éclatement de la Yougoslavie au début des années 1990.

## Biographie
Jovanović est née à Belgrade, en Yougoslavie (aujourd'hui en Serbie), le 28 janvier 1953. Son père est un homme politique yougoslave, monténégrin et serbe bien connu, Batrić Jovanović, et son frère est un juriste, professeur à l'Université de Novi Sad, Pavle Jovanović. Elle est diplômée de l'Université de Belgrade avec un diplôme en philosophie. Elle épouse l'écrivain Dragan Lakićević (en) alors qu'elle est étudiante. Ils divorcent plus tard. À la fin des années 1980, elle épouse le sociologue slovène Rastko Močnik (en) et ils partagent leur temps entre Ljubljana et Belgrade. Jovanović meurt d'une tumeur du cerveau à Belgrade le 11 mars 1996.

## Carrière
Elle publie un recueil de poèmes en 1977, alors qu'elle est encore étudiante, et continue avec un roman, Pada Avala, l'année suivante. Jovanović publie deux autres romans au début des années 1980, Psi i ostali (Les chiens et les autres) en 1980 et Duša, jedinica moja (Mon âme, mon unique enfant) en 1984. Quatre pièces sont intercalées dans les années 1980 et 1990. Ses deux premiers romans présentent des personnages féminins d'un nouveau genre pour la littérature serbe. Elle y décrit des personnages parlant ouvertement de leur féminité et frustrations. Ses romans ont été vus comme de la « provocation ».
Jovanović est également une intellectuelle publique. Elle aide à fonder le Comité pour la défense des libertés artistiques (Odbor za zaštitu umetničkih sloboda) et une partie de l'Association des écrivains serbes (Udruženje književnika Srbije) en 1982, dont elle est la présidente pendant un certain temps. Alors que l'association devient de plus en plus nationaliste à la fin des années 1980, Jovanović s'en éloigne. Elle embrasse le mouvement antinationaliste au début des années 1990, organisant des manifestations appelant à la paix et à la tolérance. Elle est l'une des fondatrices du Mouvement de résistance civile (Civilni pokret otpora) en 1992 et, plus tard cette année-là, de l'Atelier de la classe volante (Leteća učionica radionica), un projet artistique essayant de connecter les Yougoslaves dans un pays déjà en partie démembré.

## Œuvres

### Romans
- (sr) Pada Avala, 1978
- (sr) Psi i ostali, 1980
- (sr) Duša, jedinica moja, 1984

### Pièces de théâtre
- Maison centrale, Éditions l'Espace d'un instant, 2010 ((sr) ?, 1992), pièce de théâtre, trad. Mireille Robin, 155 p.  (ISBN 978-2-915037-53-1)suivi d'Une chambre sur le Bosphore (Soba na Bosforu, 1994)

## Hommages
- une rue de Belgrade porte son nom ;
- deux prix littéraires ont été créés à son nom[5].